# エロマンガ島
エロマンガ島（エロマンガとう、英: Erromango）は、南太平洋、バヌアツのタフェア州の島。ニューヘブリディーズ諸島の一つで、タフェア州最大の島である。
エロマンゴ島、あるいはイロマンゴ島とも表記される。その名称が「エロ漫画」（成人向け漫画）を連想させることから、日本では特に珍地名の一つとして紹介されることがある。

## 地理

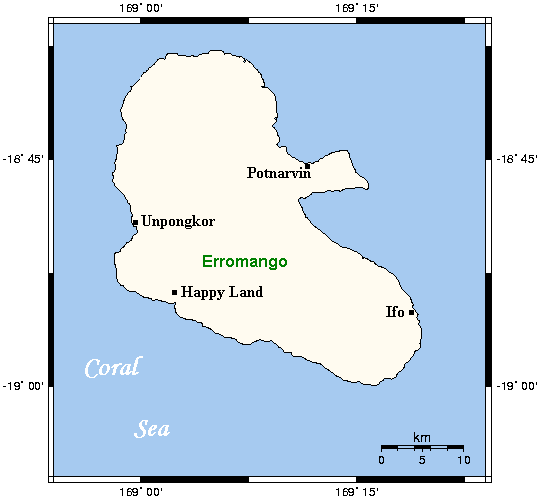
エロマンガ島の地図

島の中心部に標高 837 mの火山がある小島で、周囲は珊瑚礁に覆われている。面積 887 km2、人口は2016年の国勢調査では2,109人。主要な産業は牧畜業・農業で、肉牛を飼う大きな牧場が広がっている。西側のディロン湾に好錨地を持つ。かつては全体が密林に覆われ上質な白檀が取れたが、乱伐によって現在はほとんど森がなくなり、白檀も取れなくなった。

## 歴史

### 先史時代
人類の定住がエロマンガ島において始まったのは約3000年前と考えられており、東南アジアからメラネシアの島々へ移り住んだラピタ人の一部だった。ラピタ人は豚や鶏などの家畜、ヤムイモやパンノキなどの食用植物を島に持ち込んだ。
イフォおよびポナムラ遺跡からは、陶器の破片、手斧、貝殻の加工品、調理用の石器など、ラピタ人およびラピタ人が去ったあとに島で暮らしていた人々の存在を示す重要な考古学的証拠が発見されている。
また、エロマンガ島には無数の洞窟が存在し、2800〜2400年前には他部族との争いやサイクロンの襲来時には避難場所として活用されていた。一部の洞窟には各部族のモチーフや伝統的な物語に関する壁画や彫刻が施されている。また埋葬地としても洞窟が利用されていた。

### 外国人との接触
ヨーロッパ人として初めてイロマンゴ島に上陸した人物はジェームス・クックと言われており、1774年8月4日に島の北東部(現在のポトナーヴィン付近)に上陸した。
クックおよび上陸部隊は島の男たちの襲撃を受け、クック側に複数の負傷者が発生し、多数のイロマンゴ人が死亡した。この襲撃の後、クックはポトナーヴィンに隣接する半島を「裏切り者の頭」と命名した。
また、19世紀に入ると捕鯨船もこの島に上陸するようになった。

### 白檀の「発見」
1825年にアイルランド人のジェームズ・ディロンがこの島に白檀（当時の清において高値で取引されていた）が生えていることを発見した。ただし、ディロンは白檀と交換できる交易品を持っていなかったため、白檀を獲得することなくこの島を去った。
しかし、この情報を聞きつけた部外者が白檀を獲得すべく上陸し、イロマンゴ人との間でトラブルが頻発することになる。
1830年にはハワイのカメハメハ三世がイロマンゴ島の支配と白檀の獲得を狙い、二艘の船に479名の船員を乗船させ、ボキの指揮の下クック湾に上陸した。直前にロツマ人とトンガ人の船団も数百人の船団で上陸したがイロマンゴ人の激しい抵抗および熱病によりほとんどの船員が死亡し、征服計画は失敗に終わった。
この島は18世紀にはイギリスとフランスの旧共同統治領になっていたが、実質上は無政府状態に近かった。上述のとおりポリネシア系の住民が大昔から住み着いており、最盛期には10,000人に達していた。
1830年代から各国が宣教師を送り込み教化を試みたが、送られてから数年以内に原住民の人間狩りに遭って虐殺されて食べられるという事件が頻発していた。犠牲者の中にはロンドン宣教師協会のジョン・ウィリアムズも含まれていた。

### 伝染病の蔓延と人口の激減、白檀の枯渇
1840年代から、宣教師や白檀目当ての商人たちの中に赤痢やはしかなどの感染者が居たことから、伝染病が島中に蔓延するようになり、人口の減少が始まる。商人たちによる住民の虐殺なども頻発するようになった。
白檀の価格が暴落し、再び価格が上昇してもイロマンゴ人による上陸時の襲撃、海図に掲載されていない岩礁の存在、ハリケーンの襲来などによりこの島の白檀の獲得は非常に投機的な事業と見なされていたが、それでも1860年代には白檀の大半が伐採され森林は荒れ果ててしまった。
これ以降は奴隷狩りによる人身売買が島を訪れる商人たちの主目的になっていく。1884年にフランス人宣教師が人間狩りに遭い、殺されて食べられるという事件が起きると、フランス軍が上陸し報復を行った。しかし、イギリスとの領有権問題から、イギリス側の抗議を受けたため、フランス軍は村をひとつ焼き払っただけで撤退した。
1887年に共同海軍委員会を設立して島の治安維持に当たることになった。しかし、住民を保護する法律もなければ行政機関もなく、住民が白人に危害を加えたときに報復するためだけの組織としてしか機能せず、実質的には無政府状態のままだった。
1906年にイギリスとフランスの間で共同統治領とする条約が調印され、各種の法律整備も進められ、行政機関が設置されて無政府状態が解消した。原住民に対してもキリスト教の布教を行い狩猟と畜産を普及させて食人文化を禁止し、文明化をすすめたため、20世紀初頭には食人は完全になくなったといわれている。

### ブラックバーディング
最盛期には人口1万人に達した繁栄した島であったが19世紀から激減する。住民は現在でもキリスト教の宣教師を殺した神罰により衰退したと信じているが、実際の人口激減の理由はヨーロッパ人がもたらした伝染病による大量死、略奪、オーストラリア開拓のための奴隷狩り（ブラックバーディング）である。このため、島の社会は崩壊し、キリスト教化された住民の間にポリネシアの伝統文化などはほとんど残っていない。

## 行政
エロマンガ島には2つの地域評議会 (Area Council) が設置されている。島にはUpogkorといった集落はあるが、基礎自治体にあたるものは存在しない。人口は2016年国勢調査。
- 北エロマンガ (North Erromango) - 面積: 543.5 km2 人口: 1,491人
- 南エロマンガ (South Erromango) - 面積: 348.8 km2 人口: 618人

なお1989年の国勢調査時は現在とは異なり、東西に分割されていた。

## 交通
島内にはディロンズベイ空港とイポタ空港の2つの空港がある。

## 言語
エスノローグ第18版によるとエロマンガ島には三種類の固有言語が存在するとされている。
1. イフォ語（英語版） （別名: Utaha）
2. シエ語（英語版） (Sie; 別名: Eromanga, Erramanga, Erromanga, Erromangan, Sye)
3. ウラ語（英語版）

これらはいずれもオーストロネシア語族の大洋州諸語に属する。このうちイフォ語は1954年に最後の話者が亡くなって消滅したとされる。またウラ語も話者数が著しく少ない上に母語話者の大半が第一言語をシエ語に取り換えた為、消滅の危機にある。